# 태냐 필버세크

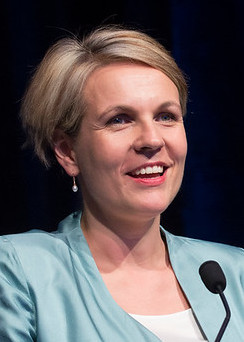
태냐 필버세크

태냐 조앤 필버세크(영어: Tanya Joan Plibersek, 1969년 12월 2일 ~ )는 오스트레일리아의 정치인으로 2013년부터 2019년까지 오스트레일리아 노동당(이하 노동당)의 부대표 및 야권 부대표를 역임했다. 1998년 이래 시드니의 국회의원인 그는 케빈 러드 및 줄리아 길라드 내각의 각료 중 하나였다.
시드니에서 슬로베니아 이민자의 딸로 태어났으며, 시드니 공과대학교 및 매쿼리 대학교에서 수학했다. 이후 브루스 차일즈 상원의원실의 직원으로 활동하다가, 28세 때인 1998년 시드니 선거구의 국회의원으로 당선되어 정계에 입문했다. 2004년 당시 예비내각의 각료였으며, 2007년 총선 이후 노동당이 집권하자 주택부 장관 및 여성지위부 장관으로 임명되었다. 2010년 개각 때 인적봉사부 장관 및 사회통합부 장관으로 옮겨갔으며, 이듬해 보건부 장관으로 임명되었으나 2013년 총선에서 노동당이 패한 후 사임했다. 총선 패배 후 노동당 전당대회에 출마해 빌 쇼튼 대표의 부대표로 당선되었다. 그는 당내 좌파로 분류된다.
2019년 앤서니 앨버니지 신임 대표 치하에서 교육연수부 예비장관으로 임명되었다.

## 역대 선거 결과
| 선거명      | 직책명                   | 대수 | 정당                  | 1차 득표율 | 1차 득표수 | 2차 득표율 | 2차 득표수 | 결과 | 당락                 |
| ----------- | ------------------------ | ---- | --------------------- | ---------- | ---------- | ---------- | ---------- | ---- | -------------------- |
| 1998년 선거 | 하원의원 (시드니 선거구) | 39대 | 오스트레일리아 노동당 | 51.59%     | 38,920표   |            |            | 1위  | 시드니 하원의원 당선 |
| 2001년 선거 | 하원의원 (시드니 선거구) | 40대 | 오스트레일리아 노동당 | 44.33%     | 32,962표   | 65.04%     | 48,363표   | 1위  | 시드니 하원의원 당선 |
| 2004년 선거 | 하원의원 (시드니 선거구) | 41대 | 오스트레일리아 노동당 | 44.68%     | 36,766표   | 66.42%     | 54,656표   | 1위  | 시드니 하원의원 당선 |
| 2007년 선거 | 하원의원 (시드니 선거구) | 42대 | 오스트레일리아 노동당 | 48.99%     | 37,506표   | 69.50%     | 53,214표   | 1위  | 시드니 하원의원 당선 |
| 2010년 선거 | 하원의원 (시드니 선거구) | 43대 | 오스트레일리아 노동당 | 43.29%     | 34,362표   | 67.07%     | 53,235표   | 1위  | 시드니 하원의원 당선 |
| 2013년 선거 | 하원의원 (시드니 선거구) | 44대 | 오스트레일리아 노동당 | 46.03%     | 40,579표   | 64.65%     | 56,994표   | 1위  | 시드니 하원의원 당선 |
| 2016년 선거 | 하원의원 (시드니 선거구) | 45대 | 오스트레일리아 노동당 | 43.74%     | 38,449표   | 65.31%     | 57,410표   | 1위  | 시드니 하원의원 당선 |
| 2019년 선거 | 하원의원 (시드니 선거구) | 46대 | 오스트레일리아 노동당 | 49.41%     | 46,850표   | 68.67%     | 65,110표   | 1위  | 시드니 하원의원 당선 |
| 2022년 선거 | 하원의원 (시드니 선거구) | 47대 | 오스트레일리아 노동당 | 50.82%     | 52,410표   |            |            | 1위  | 시드니 하원의원 당선 |

## 같이 보기
- 러드 행정부